# Horodiștea (okręg Jassy)
Horodiștea – wieś w Rumunii, w okręgu Jassy, w gminie Cotnari. W 2011 roku liczyła 542 mieszkańców.